# Mutsuzawa
Mutsuzawa (睦沢町, Mutsuzawa-machi) est un bourg du district de Chōsei, dans la préfecture de Chiba, au Japon.

## Géographie

### Démographie
Au 1er décembre 2013, la population de Mutsuzawa s'élevait à 7 108 habitants répartis sur une superficie de 35,59 km2.